# Olaus Rudbeckius
Olaus Rudbeck —també conegut com a Olof Rudbeck el Vell per a distingir-lo del seu fill, i de forma ocasional llatinitzat com Olaus Rudbeckius— (Västeràs, 13 de setembre o 12 de desembre de 1630 – Uppsala, 17 de setembre o 12 de desembre de 1702) va ser un científic suec i escriptor, professor de medicina a la Universitat d'Uppsala i durant diversos períodes rector magnificus de la mateixa universitat. Era fill del bisbe protestant Johannes Rudbeckius, i pare del botànic Olof Rudbeck el Jove. Rudbeck va intervenir principalment en els camps de l'anatomia humana i la lingüística però també en la música i la botànica. Va establir el primer jardí botànic de Suècia, precisament a Uppsala i anomenat Jardí de Rudbck però que va ser rebatejat un segle més tard com Jardí Linné qui va ser alumne del seu fill Olof Rudbeck el Jove.
La família Nobel, incloent-hi Ludvig Nobel, el fundador de Nobelbra, i Alfred Nobel, el fundador dels Premis Nobel són descendents de Rudbeck a través de la seva filla Wendela, qui es va casar amb un dels alumnes del seu pare, Peter Olai Nobelius. El gènere de plantes Rudbeckia va rebre aquest nom per part de Carl von Linné en honor dels Rudbeck pare i fill.

## Anatomia humana
Rudbeck va estar entre els pioners de l'estudi dels vasos limfàtics. Potser va ser el primer a descobrir el sistema limfàtic i ho va documentar el 1652 a la cort de la reina Cristina de Suècia, però no ho va publicar fins a 1653 quan el danès Thomas Bartholin, ja havia publicat la seva pròpia recerca. (per a altres descobridors del sistema limfàtic vegeu Gasparo Aselli i Jean Pecquet).

## Lingüística històrica

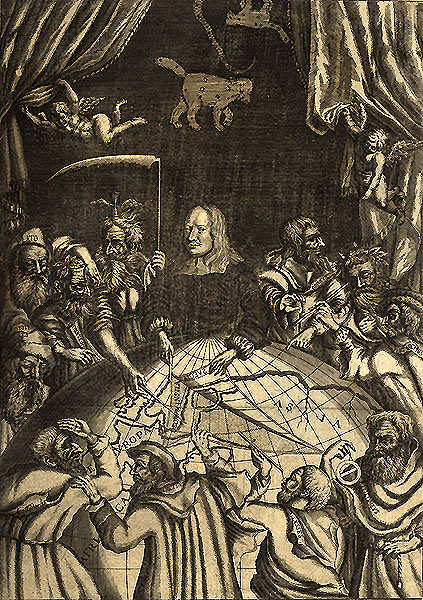
Llibre Atlantica de Rudbeck amb ell mateix envoltat per Hesíode, Plató, Aristòtil, Apollodorus, Tacitus, Odisseu, Ptolemeu, Plutarc i Orpheus

Entre 1679-1702, Rudbeck es dedicà a escriure un tractat de lingüística de 3.000 pàgines anomenat Atlantica on exposava la idea que Suècia era l'Atlàntida, el bressol de la civilització, i el suec l'idioma original d'Adam d'on haurien evolucionat el llatí i l'hebreu. Aquest llibre va ser criticat per diversos autors escandinaus incloent al professor danès Ludvig Holberg, i el metge suec Andreas Kempe, els quals van escriure sàtires sobre aquest llibre. Aquest treball va ser utilitzat per Dennis Diderot en el seu article "Etymologie" a l'Encyclopédie com a exemple de l'enllaç enganyós de l'etimologia amb la història mítica.
Malgrat les crítiques Rudbeck va ser una icona nacional a Suècia durant molts anys i el seu fill afeí a les seves teories també la llengua dels samis